# Memecylon langbianense
Memecylon langbianense är en tvåhjärtbladig växtart som beskrevs av André Guillaumin. Memecylon langbianense ingår i släktet Memecylon och familjen Melastomataceae. Inga underarter finns listade i Catalogue of Life.